# Il matrimonio (film 1974)
Il matrimonio (Mariage) è un film del 1974 diretto da Claude Lelouch.